# Татис, Фернандо (младший)
Фернандо Габриэль Татис Медина (исп. Fernando Gabriel Tatís Medina; 2 января 1999, Сан-Педро-де-Макорис, Доминиканская Республика) — доминиканский бейсболист, шортстоп и аутфилдер клуба Главной лиги бейсбола «Сан-Диего Падрес». Двукратный обладатель награды Сильвер Слаггер. Участник Матча всех звёзд лиги 2021 года.

## Биография
Фернандо Татис—младший родился 2 января 1999 года в семье профессионального бейсболиста Фернандо Татиса и его супруги Марии. В бейсбол он начал играть в детской лиге в Доминиканской Республике. В 2015 году он в статусе международного свободного агента подписал контракт с клубом «Чикаго Уайт Сокс», сумма бонуса игроку составила 825 тысяч долларов. Через год его обменяли в «Сан-Диего Падрес». Профессиональную карьеру он начал в фарм-клубе «Падрес» в Аризонской лиге.
Первую часть сезона 2017 года Татис провёл в составе «Форт-Уэйн Тин Кэпс» в Лиге Среднего запада. Он стал первым 18-летним игроком лиги, в одном чемпионате выбившим 20 хоум-ранов и укравшим 20 баз. Во второй части сезона он играл в АА-лиге за «Сан-Антонио Мишнс». Его показатель отбивания в обеих лигах составил 27,8 %. По итогам года Фернандо признали лучшим игроком в системе «Сан-Диего Падрес». Чемпионат сезона 2018 года он также провёл в составе «Сан-Антонио», отбивая с показателем 28,6 % с 16 хоум-ранами, 43 RBI и 16 украденными базами. По его итогам он вошёл в число самых перспективных молодых бейсболистов.
После весенних сборов 2019 года Татис пробился в основной состав «Падрес» на День открытия сезона. В Главной лиге бейсбола он дебютировал 28 марта, выйдя на позиции шортстопа. В регулярном чемпионате он отбивал с показателем 31,7 % и претендовал на звание лучшего бьющего сезона, выбил 22 хоум-рана. В то же время, Татис пропустил два месяца из-за травм, сыграв только в 84 матчах. По итогам сезона он
стал обладателем награды Сильвер Слаггер лучшему атакующему шортстопу Национальной лиги.
В первой части сезона 2021 года Татис был одним из лучших отбивающих Национальной лиги. К июлю он лидировал по количеству выбитых хоум-ранов и набранных RBI, занимал второе место по числу украденных баз. По итогам голосования болельщиков он был выбран стартовым шортстопом сборной Национальной лиги на Матч всех звёзд. Татис стал первым с 1999 года игроком «Падрес», выигравшим голосование. По ходу чемпионата он трижды травмировал левое плечо и в августе для снижения риска рецидива тренерский штаб на некоторое время переводил его на позицию аутфилдера. Несмотря на травмы, в регулярном чемпионате 2021 года Татис провёл за «Падрес» 130 матчей, в которых отбивал с показателем 28,2 %, выбил 42 хоум-рана и набрал 97 RBI. В голосовании, определявшем самого ценного игрока Национальной лиги, он занял третье место. В ноябре он второй год подряд был назван обладателем награды Сильвер Слаггер.
В марте 2022 года генеральный менеджер клуба Эй Джей Преллер объявил, что в межсезонье Татис получил травму запястья, из-за которой будет вынужден пропустить первые три месяца чемпионата. Летом он приступил к реабилитации в составе фарм-команды Сан-Антонио Мишнс. Точные сроки его возвращения в основной состав не назывались. Главный тренер Боб Мелвин комментировал ситуацию с оптимизмом, но 12 августа лига объявила о дисквалификации Татиса на 80 матчей после того, как в его допинг-пробе были обнаружены следы стероида клостебола. Игрок объяснил это ошибкой при выборе лекарственного препарата. Разочарование ситуацией высказали партнёры Татиса по команде Майк Клевинджер и Мэнни Мачадо.